# Live in Maui
Live in Maui è un album live postumo di Jimi Hendrix pubblicato il 20 novembre 2020 dalla Legacy Recordings. Il disco documenta il concerto dei Jimi Hendrix Experience sull'isola di Maui, Hawaii, il 30 luglio 1970. Si tratta della prima pubblicazione ufficiale delle due esibizioni registrate durante le riprese del film  Rainbow Bridge (1971). Pubblicato in formato doppio CD e tre LP, il disco è stato distribuito insieme al documentario Music, Money, Madness ... Jimi Hendrix in Maui.
Durante il primo set, il gruppo suonò principalmente pezzi tratti da precedenti album in studio degli Experience, mentre il secondo set include in prevalenza nuove canzoni che Hendrix stava per incidere in vista del suo progettato quarto album in studio.

## Il disco
L'esibizione a Maui fu la penultima del trio negli Stati Uniti, durante il finale The Cry of Love Tour. Nel corso del primo concerto, suonarono principalmente brani tratti dall'album Band of Gypsys. Il secondo concerto incluse invece nuove canzoni che Hendrix stava elaborando per l'inclusione nel progettato e mai completato quarto album in studio.
Anche se il film Rainbow Bridge del 1971 e l'omonimo album erano attribuiti al solo "Jimi Hendrix", Live in Maui indica nei crediti "The Jimi Hendrix Experience" con Mitch Mitchell alla batteria e Billy Cox al basso. Nonostante fosse stato annunciato come colonna sonora, il disco Rainbow Bridge  non include nessuna traccia eseguita da Hendrix a Maui. Solo diciassette minuti tratti dai concerti (pesantemente tagliati) furono effettivamente inclusi nel film Rainbow Bridge. Altri brani tratti dai concerti a Maui furono inclusi nel box set The Jimi Hendrix Experience (2000) (il medley Hey Baby/In from the Storm) e nella raccolta Voodoo Child: The Jimi Hendrix Collection (2001) (Foxey Lady).
Il trio si esibì in due concerti da cinquanta minuti ciascuno; tuttavia, ci furono vari problemi tecnici parzialmente dovuti al fatto che si suonava all'aperto e c'era molto vento. Per le parti inserite nel film Rainbow Bridge, Mitchell ri-registrò le proprie parti di batteria presso gli Electric Lady Studios di New York nel 1971, ma Hendrix non ebbe nessun ulteriore coinvolgimento.

## Tracce
CD 1
1. Chuck Wein Introduction – 1:47
2. Hey Baby (New Rising Sun) – 4:33
3. In from the Storm – 4:26
4. Foxey Lady – 4:40
5. Hear My Train A Comin' – 9:26
6. Voodoo Child (Slight Return) / Drum solo – 7:12
7. Fire / Sunshine of Your Love – 3:43
8. Purple Haze / Star Spangled Banner – 4:32
9. Spanish Castle Magic – 4:16
10. Lover Man – 2:42
11. Message to Love – 4:21

Durata totale: 51:38
CD 2
1. Dolly Dagger – 4:49
2. Villanova Junction – 5:49
3. Ezy Ryder – 5:05
4. Red House – 6:40
5. Freedom – 4:21
6. Jam Back at the House – 8:21
7. Straight Ahead – 3:03
8. Hey Baby (New Rising Sun) / Midnight Lightning – 4:52
9. Stone Free / Hey Joe – 5:44

Durata totale: 48:44

## Formazione
- Jimi Hendrix – voce solista, chitarra
- Billy Cox – basso
- Mitch Mitchell – batteria (concerto originale e sovraincisioni)